# Llista d'asteroides/146201-146300
| Nom                 | Designació provisional | Data de descobriment   | Lloc de descobriment | Descobridor/s |
| ------------------- | ---------------------- | ---------------------- | -------------------- | ------------- |
| 146201 -            | 2000 UX18              | 25 d'octubre de 2000   | Socorro              | LINEAR        |
| 146202 -            | 2000 UO34              | 24 d'octubre de 2000   | Socorro              | LINEAR        |
| 146203 -            | 2000 UW56              | 25 d'octubre de 2000   | Socorro              | LINEAR        |
| 146204 -            | 2000 UJ57              | 25 d'octubre de 2000   | Socorro              | LINEAR        |
| 146205 -            | 2000 UW62              | 25 d'octubre de 2000   | Socorro              | LINEAR        |
| 146206 -            | 2000 UT65              | 25 d'octubre de 2000   | Socorro              | LINEAR        |
| 146207 -            | 2000 UH71              | 25 d'octubre de 2000   | Socorro              | LINEAR        |
| 146208 -            | 2000 UW72              | 25 d'octubre de 2000   | Socorro              | LINEAR        |
| 146209 -            | 2000 US82              | 30 d'octubre de 2000   | Socorro              | LINEAR        |
| 146210 -            | 2000 UV94              | 25 d'octubre de 2000   | Socorro              | LINEAR        |
| 146211 -            | 2000 UV97              | 25 d'octubre de 2000   | Socorro              | LINEAR        |
| 146212 -            | 2000 UB105             | 29 d'octubre de 2000   | Socorro              | LINEAR        |
| 146213 -            | 2000 UD107             | 30 d'octubre de 2000   | Socorro              | LINEAR        |
| 146214 -            | 2000 VQ34              | 1 de novembre de 2000  | Socorro              | LINEAR        |
| 146215 -            | 2000 VV36              | 1 de novembre de 2000  | Socorro              | LINEAR        |
| 146216 -            | 2000 VS49              | 2 de novembre de 2000  | Socorro              | LINEAR        |
| 146217 -            | 2000 VX50              | 3 de novembre de 2000  | Socorro              | LINEAR        |
| 146218 -            | 2000 VN52              | 3 de novembre de 2000  | Socorro              | LINEAR        |
| 146219 -            | 2000 VU52              | 3 de novembre de 2000  | Socorro              | LINEAR        |
| 146220 -            | 2000 VB58              | 3 de novembre de 2000  | Socorro              | LINEAR        |
| 146221 -            | 2000 VH58              | 3 de novembre de 2000  | Socorro              | LINEAR        |
| 146222 -            | 2000 WX3               | 19 de novembre de 2000 | Socorro              | LINEAR        |
| 146223 -            | 2000 WL4               | 19 de novembre de 2000 | Socorro              | LINEAR        |
| 146224 -            | 2000 WD38              | 20 de novembre de 2000 | Socorro              | LINEAR        |
| 146225 -            | 2000 WG47              | 21 de novembre de 2000 | Socorro              | LINEAR        |
| 146226 -            | 2000 WZ70              | 19 de novembre de 2000 | Socorro              | LINEAR        |
| 146227 -            | 2000 WA71              | 19 de novembre de 2000 | Socorro              | LINEAR        |
| 146228 -            | 2000 WL76              | 20 de novembre de 2000 | Socorro              | LINEAR        |
| 146229 -            | 2000 WM84              | 20 de novembre de 2000 | Socorro              | LINEAR        |
| 146230 -            | 2000 WN95              | 21 de novembre de 2000 | Socorro              | LINEAR        |
| 146231 -            | 2000 WX101             | 26 de novembre de 2000 | Socorro              | LINEAR        |
| 146232 -            | 2000 WJ125             | 29 de novembre de 2000 | Socorro              | LINEAR        |
| 146233 -            | 2000 WG137             | 20 de novembre de 2000 | Socorro              | LINEAR        |
| 146234 -            | 2000 WF143             | 20 de novembre de 2000 | Anderson Mesa        | LONEOS        |
| 146235 -            | 2000 WA145             | 21 de novembre de 2000 | Haleakala            | NEAT          |
| 146236 -            | 2000 WV148             | 28 de novembre de 2000 | Haleakala            | NEAT          |
| 146237 -            | 2000 WP154             | 30 de novembre de 2000 | Socorro              | LINEAR        |
| 146238 -            | 2000 WZ154             | 30 de novembre de 2000 | Socorro              | LINEAR        |
| 146239 -            | 2000 WN171             | 25 de novembre de 2000 | Socorro              | LINEAR        |
| 146240 -            | 2000 WS180             | 29 de novembre de 2000 | Anderson Mesa        | LONEOS        |
| 146241 -            | 2000 WV191             | 19 de novembre de 2000 | Anderson Mesa        | LONEOS        |
| 146242 -            | 2000 XQ2               | 1 de desembre de 2000  | Socorro              | LINEAR        |
| 146243 -            | 2000 XA3               | 1 de desembre de 2000  | Socorro              | LINEAR        |
| 146244 -            | 2000 XO3               | 1 de desembre de 2000  | Socorro              | LINEAR        |
| 146245 -            | 2000 XV18              | 4 de desembre de 2000  | Socorro              | LINEAR        |
| 146246 -            | 2000 XX19              | 4 de desembre de 2000  | Socorro              | LINEAR        |
| 146247 -            | 2000 XU23              | 4 de desembre de 2000  | Socorro              | LINEAR        |
| 146248 -            | 2000 XW35              | 5 de desembre de 2000  | Socorro              | LINEAR        |
| 146249 -            | 2000 YN6               | 20 de desembre de 2000 | Socorro              | LINEAR        |
| 146250 -            | 2000 YZ11              | 23 de desembre de 2000 | Haleakala            | NEAT          |
| 146251 -            | 2000 YO42              | 30 de desembre de 2000 | Socorro              | LINEAR        |
| 146252 -            | 2000 YS48              | 30 de desembre de 2000 | Socorro              | LINEAR        |
| 146253 -            | 2000 YB50              | 30 de desembre de 2000 | Socorro              | LINEAR        |
| 146254 -            | 2000 YT50              | 30 de desembre de 2000 | Socorro              | LINEAR        |
| 146255 -            | 2000 YA63              | 30 de desembre de 2000 | Socorro              | LINEAR        |
| 146256 -            | 2000 YE81              | 30 de desembre de 2000 | Socorro              | LINEAR        |
| 146257 -            | 2000 YM135             | 17 de desembre de 2000 | Socorro              | LINEAR        |
| 146258 -            | 2001 AO22              | 3 de gener de 2001     | Socorro              | LINEAR        |
| 146259 -            | 2001 BL7               | 19 de gener de 2001    | Socorro              | LINEAR        |
| 146260 -            | 2001 BX8               | 19 de gener de 2001    | Socorro              | LINEAR        |
| 146261 -            | 2001 BA10              | 19 de gener de 2001    | Kitt Peak            | Spacewatch    |
| 146262 -            | 2001 BU39              | 23 de gener de 2001    | Kitt Peak            | Spacewatch    |
| 146263 -            | 2001 BG62              | 26 de gener de 2001    | Socorro              | LINEAR        |
| 146264 -            | 2001 BM74              | 31 de gener de 2001    | Socorro              | LINEAR        |
| 146265 -            | 2001 BC78              | 24 de gener de 2001    | Socorro              | LINEAR        |
| 146266 -            | 2001 CY                | 1 de febrer de 2001    | Socorro              | LINEAR        |
| 146267 -            | 2001 CO26              | 1 de febrer de 2001    | Socorro              | LINEAR        |
| 146268 Jennipolakis | 2001 DQ                | Junk Bond              | D. Healy             |               |
| 146269 -            | 2001 DY36              | 19 de febrer de 2001   | Socorro              | LINEAR        |
| 146270 -            | 2001 DT50              | 16 de febrer de 2001   | Socorro              | LINEAR        |
| 146271 -            | 2001 DQ75              | 20 de febrer de 2001   | Socorro              | LINEAR        |
| 146272 -            | 2001 EY5               | 2 de març de 2001      | Anderson Mesa        | LONEOS        |
| 146273 -            | 2001 ES22              | 15 de març de 2001     | Kitt Peak            | Spacewatch    |
| 146274 -            | 2001 FF6               | 19 de març de 2001     | Socorro              | LINEAR        |
| 146275 -            | 2001 FK12              | 19 de març de 2001     | Anderson Mesa        | LONEOS        |
| 146276 -            | 2001 FG40              | 18 de març de 2001     | Socorro              | LINEAR        |
| 146277 -            | 2001 FJ49              | 18 de març de 2001     | Socorro              | LINEAR        |
| 146278 -            | 2001 FG63              | 19 de març de 2001     | Socorro              | LINEAR        |
| 146279 -            | 2001 FT68              | 19 de març de 2001     | Socorro              | LINEAR        |
| 146280 -            | 2001 FW69              | 19 de març de 2001     | Socorro              | LINEAR        |
| 146281 -            | 2001 FO75              | 19 de març de 2001     | Socorro              | LINEAR        |
| 146282 -            | 2001 FV99              | 16 de març de 2001     | Socorro              | LINEAR        |
| 146283 -            | 2001 FQ110             | 18 de març de 2001     | Socorro              | LINEAR        |
| 146284 -            | 2001 FC126             | 29 de març de 2001     | Kitt Peak            | Spacewatch    |
| 146285 -            | 2001 FZ145             | 24 de març de 2001     | Anderson Mesa        | LONEOS        |
| 146286 -            | 2001 FR155             | 26 de març de 2001     | Haleakala            | NEAT          |
| 146287 -            | 2001 FS180             | 20 de març de 2001     | Anderson Mesa        | LONEOS        |
| 146288 -            | 2001 GC                | Kanab                  | E. E. Sheridan       |               |
| 146289 -            | 2001 GH1               | 13 d'abril de 2001     | Socorro              | LINEAR        |
| 146290 -            | 2001 HE9               | 16 d'abril de 2001     | Socorro              | LINEAR        |
| 146291 -            | 2001 HT12              | 18 d'abril de 2001     | Socorro              | LINEAR        |
| 146292 -            | 2001 HZ13              | 21 d'abril de 2001     | Bergisch Gladbach    | W. Bickel     |
| 146293 -            | 2001 HC22              | 23 d'abril de 2001     | Socorro              | LINEAR        |
| 146294 -            | 2001 HP30              | 26 d'abril de 2001     | Kitt Peak            | Spacewatch    |
| 146295 -            | 2001 HA43              | 16 d'abril de 2001     | Anderson Mesa        | LONEOS        |
| 146296 -            | 2001 HW52              | 23 d'abril de 2001     | Socorro              | LINEAR        |
| 146297 -            | 2001 HY52              | 23 d'abril de 2001     | Socorro              | LINEAR        |
| 146298 -            | 2001 HR65              | 30 d'abril de 2001     | Socorro              | LINEAR        |
| 146299 -            | 2001 JR                | Haleakala              | NEAT                 |               |
| 146300 -            | 2001 JM5               | 14 de maig de 2001     | Haleakala            | NEAT          |